# Stopień grafu
Stopień grafu {\displaystyle \Delta (G)} – maksymalny stopień wierzchołka w grafie, oznaczany przez Δ(G): {\displaystyle \Delta (G):=\max\{deg\;v\!:v\in V(G)\}.}
Graf regularny stopnia r to graf w którym wszystkie wierzchołki mają stopień r.